# Ориктодромей
Ориктодромей (лат. Oryctodromeus) — род птицетазовых динозавров, известных из отложений сеноманского яруса (поздний меловой период) на территории США. Включает единственный вид — Oryctodromeus cubicularis.

## Таксономия
По кладистическому анализу ориктодромей является базальным эуорнитоподом и близким родственником динозавров Orodromeus и Zephyrosaurus.

### Этимология
Название Oryctodromeus в переводе означает «роющий бегун».

## Описание

Сравнение размера

Длина взрослого ориктодромея была 2,1 м, а вес 22—32 кг. Несовершеннолетние особи были длиной 130 см.
Роющий динозавр, но его передние конечности напоминают таковые у кроликов, морских свинок и гиен, а не у кротов, вомбатов и ехидн. Зефирозавр и ородромей также имеют приспособления, которые могли быть использованы при норном образе жизни, такие как широкое рыло. Кроме того, образцы ородромеев сохранились аналогичным образом, предполагая, что они тоже находили убежище в норах. Не только для этих животных предполагается роющий образ жизни. Роберт Баккер неофициально заявлял, начиная с 1990-х годов, что орнитоподы Drinker из поздней юры Вайоминга, жили в норах, но эти сведения пока не были опубликованы.